# 만화잔치
《만화잔치》는 대한민국의 SBS에서 방송됐던 텔레비전 애니메이션 프로그램이다.

## 방송 시간
| 방송 채널 | 방송 기간                          | 방송 시간                       | 방송 분량  |
| --------- | ---------------------------------- | ------------------------------- | ---------- |
| SBS       | 1991년 12월 22일 ~ 1992년 8월 16일 | 일요일 오전 8시 ~ 8시 50분      | 50분       |
| SBS       | 1992년 8월 23일 ~ 1993년 5월 2일   | 일요일 오전 8시 ~ 9시 50분      | 1시간 50분 |
| SBS       | 1993년 5월 16일 ~ 1994년 4월 17일  | 일요일 오전 8시 ~ 8시 50분      | 50분       |
| SBS       | 1997년 7월 6일 ~ 1999년 3월 28일   | 일요일 오전 8시 50분 ~ 9시 40분 | 50분       |

## 방영 목록 (코너)
- 《거북이 특공대》
- 《오즈의 마법사》
- 《날으는 레이스카》
- 《우주함장 버키》
- 《타이의 대모험》
- 《축구왕 슛돌이》
- 《피구왕 통키》
- 《마하고고》
- 《쾌걸 조로》
- 《마스크》
- 《캐스퍼》
- 《미래전사 드래곤 파이터》
- 《용의 아들》
- 《윙윙보이 윙크》
- 《마법기사 레이어스》
- 《숲속의 백설공주》
- 《보노보노》
- 《플란다스의 개》
- 《배트맨》
- 《아기곰 키시퍼》
- 《마법소녀 리나》
- 《시골쥐와 서울쥐》

## 참고 사항
- 이 주제가는 "엄마! 아빠! 늦잠 자는 일요일 아침!"라는 노래가 인기를 끌었다.
- 1990년대 당시에는 일부 교회나 성당에서 유치부/어린이부 예배 시간이 겹치기 때문에, 아이들의 못보는 사정이 있다.[1]
- 1994년 4월 24일부터 1997년 6월 29일까지 방송분 휴방하였으나, 특선 만화 시리즈 혹은 드라마를 대체 편성하였다.

## 동시간대 경쟁 프로그램
- 디즈니 만화동산 (KBS 2TV)
- 일요만화왕국 (iTV, 1999년)